# Sziklás-hegységi vapiti
A sziklás-hegységi vapiti (Cervus canadensis nelsoni) az emlősök (Mammalia) osztályának párosujjú patások (Artiodactyla) rendjébe, ezen belül a szarvasfélék (Cervidae) családjába tartozó vapiti (Cervus canadensis) egyik észak-amerikai alfaja.

## Előfordulása
A sziklás-hegységi vapiti a Sziklás-hegységben él a kanadai Brit Columbia és Alberta tartományokban, valamint az Amerikai Egyesült Államok következő államaiban: Idaho, Montana, Washington, Oregon, Nevada, Utah, Arizona, Új-Mexikó, Colorado, Wyoming, Észak-Dakota és Dél-Dakota. Nem fenyegeti veszély, mintegy 750 000-800 000 egyede élhet, ebből 3000 a Yellowstone Nemzeti Parkban.

## Életmódja
Az állat a telet a hegylábak nyílt erdeiben és mocsaras területein tölti, míg nyáron felhúzódik a magas havasok erdeibe és medencéibe.